# 科姆
科姆（法語：Commes，法語發音：[kɔm] ⓘ）是法国卡尔瓦多斯省的一个市镇，属于巴约区。

## 地理
科姆（49°20'16"N, 0°44'10"W）面积6.64 平方千米，位于法国诺曼底大区卡爾瓦多斯省，该省份为法国西北部沿海省份，北濒大西洋英吉利海峡，东北与滨海塞纳省以海上边界相接，东临厄尔省，南至奧恩省，西与芒什省接壤。
与科姆接壤的市镇（或旧市镇、城区）包括：滨海隆格、迈松、贝桑港-于潘、欧尔河畔沃。

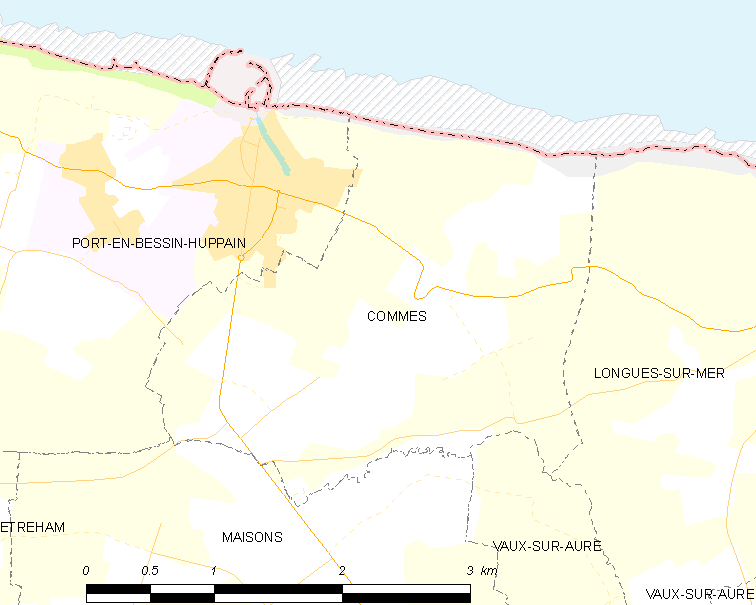
科姆的OSM定位图

科姆的时区为UTC+01:00、UTC+02:00（夏令时）。

## 行政
科姆的邮政编码为14520，INSEE市镇编码为14172。

## 政治
科姆所属的省级选区为巴约县。

## 人口

1962-2008年间科姆人口变化图示

科姆于2022年1月1日时的人口数量为470人。